# Hagtornssläktet
Hagtornssläktet (Crataegus) är ett stort växtsläkte av taggiga buskar och träd i familjen rosväxter som växer i Europa, Nordamerika och Östasien. Arterna i släktet har vanligen små äpplelika frukter.
Hagtornssläktets arter tillhandahåller mat och skydd för många olika fåglar och däggdjur, och blommorna är viktiga för många nektarsamlande insekter. Många olika larver av fjärilar lever också på hagtornar. I synnerhet i Kina används frukter av hagtornar antingen som människoföda eller i den traditionella kinesiska medicinen.
Hagtornssläktet arter hör hemma i den tempererade norra hemisfären. Hur många arter som ingår i släktet beror på vilken systematisk indelning som används, eftersom släktet har många apomiktiska småarter. Vissa botanister räknar sålunda med över tusen arter, medan andra nöjer sig med runt 200 eller färre.
I Sverige finns fyra arter/underarter:
- Korallhagtorn (C. rhipidophylla var. lindmanii)
- Rundhagtorn (C. laevigata)
- Spetshagtorn (C. rhipidophylla var. rhipidophylla)
- Trubbhagtorn (C. monogyna)

Många arter och hybrider av hagtornar används som park- eller alléträd. Hagtorn används i Europa ofta som en häckväxt. Särskilt rosablommande kultivarer av rundhagtorn är populära i dessa sammanhang.

## Dottertaxa
I Catalogue of Life listas följande som dottertaxa till Hagtornar, i alfabetisk ordning:

- Crataegus aberrans
- Crataegus aemula
- Crataegus aestivalis
- Crataegus alabamensis
- Crataegus albanica
- Crataegus alleghaniensis
- Crataegus alma
- Crataegus almaatensis
- Crataegus ambigua
- Crataegus ambitiosa
- Crataegus anamesa
- Crataegus ancisa
- Crataegus androssovii
- Crataegus annosa
- Crataegus anomala
- Crataegus apiomorpha
- Crataegus aquacervensis
- Crataegus arborea
- Crataegus arcana
- Crataegus arrogans
- Crataegus ater
- Crataegus atrovirens
- Crataegus aurantia
- Crataegus aurescens
- Crataegus austromontana
- Crataegus azarolus
- Crataegus babakhanloui
- Crataegus baroussana
- Crataegus beadlei
- Crataegus beata
- Crataegus berberifolia
- Crataegus bona
- Crataegus bornmuelleri
- Crataegus brachyacantha
- Crataegus brainerdii
- Crataegus brazoria
- Crataegus brevipes
- Crataegus calpodendron
- Crataegus canadensis
- Crataegus canescens
- Crataegus carrollensis
- Crataegus castlegarensis
- Crataegus caucasica
- Crataegus chlorocarpa
- Crataegus chlorosarca
- Crataegus christensenii
- Crataegus chrysocarpa
- Crataegus chungtienensis
- Crataegus cinovskisii
- Crataegus clarkei
- Crataegus coccinea
- Crataegus coccinioides
- Crataegus coleae
- Crataegus compacta
- Crataegus compta
- Crataegus condigna
- Crataegus consanguinea
- Crataegus contrita
- Crataegus corusca
- Crataegus crus-galli
- Crataegus cuneata
- Crataegus cupressocollina
- Crataegus cuprina
- Crataegus dahurica
- Crataegus dallasiana
- Crataegus degenii
- Crataegus desueta
- Crataegus dilatata
- Crataegus dispar
- Crataegus disperma
- Crataegus dispessa
- Crataegus distincta
- Crataegus dodgei
- Crataegus douglasii
- Crataegus dzhairensis
- Crataegus enderbyensis
- Crataegus engelmannii
- Crataegus erythrocarpa
- Crataegus erythropoda
- Crataegus exilis
- Crataegus ferganensis
- Crataegus flabellata
- Crataegus flava
- Crataegus fragilis
- Crataegus furtiva
- Crataegus gillotii
- Crataegus glareosa
- Crataegus gracilior
- Crataegus grandifolia
- Crataegus grandis
- Crataegus gregalis
- Crataegus greggiana
- Crataegus grossidentata
- Crataegus haemacarpa
- Crataegus harbisonii
- Crataegus harveyana
- Crataegus heldreichii
- Crataegus helvina
- Crataegus heterophylloides
- Crataegus hissarica
- Crataegus holmesiana
- Crataegus hudsonica
- Crataegus hupehensis
- Crataegus ideae
- Crataegus immanis
- Crataegus impar
- Crataegus inanis
- Crataegus incaedua
- Crataegus indicens
- Crataegus inexpectans
- Crataegus insidiosa
- Crataegus integra
- Crataegus intricata
- Crataegus invicta
- Crataegus iracunda
- Crataegus irrasa
- Crataegus isfajramensis
- Crataegus jesupii
- Crataegus johnstonii
- Crataegus jonesae
- Crataegus kansuensis
- Crataegus karadaghensis
- Crataegus kelloggii
- Crataegus kennedyi
- Crataegus killinica
- Crataegus kingstonensis
- Crataegus knieskerniana
- Crataegus knorringiana
- Crataegus kurdistanica
- Crataegus laciniata
- Crataegus lacrimata
- Crataegus laevigata
- Crataegus lancei
- Crataegus laneyi
- Crataegus lassa
- Crataegus latebrosa
- Crataegus lemingtonensis
- Crataegus lettermanii
- Crataegus limata
- Crataegus limnophila
- Crataegus lucorum
- Crataegus lumaria
- Crataegus macrocarpa
- Crataegus macrosperma
- Crataegus maligna
- Crataegus margarettae
- Crataegus marshallii
- Crataegus maximowiczii
- Crataegus media
- Crataegus membranacea
- Crataegus menandiana
- Crataegus mendosa
- Crataegus meyeri
- Crataegus microphylla
- Crataegus mollis
- Crataegus monogyna
- Crataegus monticola
- Crataegus munda
- Crataegus nananixonii
- Crataegus necopinata
- Crataegus nelsonii
- Crataegus nevadensis
- Crataegus nigra
- Crataegus nikotinii
- Crataegus nitida
- Crataegus nitidula
- Crataegus notha
- Crataegus nuda
- Crataegus okanaganensis
- Crataegus okennonii
- Crataegus opaca
- Crataegus opulens
- Crataegus orbicularis
- Crataegus oreophila
- Crataegus oresbia
- Crataegus orientalis
- Crataegus osiliensis
- Crataegus ovata
- Crataegus pallasii
- Crataegus pamiroalaica
- Crataegus panda
- Crataegus pearsonii
- Crataegus peckietta
- Crataegus pedicellata
- Crataegus peloponnesiaca
- Crataegus penita
- Crataegus pennsylvanica
- Crataegus pentagyna
- Crataegus pequotorum
- Crataegus perjucunda
- Crataegus persimilis
- Crataegus peshmenii
- Crataegus phaenopyrum
- Crataegus phippsii
- Crataegus pilosa
- Crataegus pinetorum
- Crataegus pinnatifida
- Crataegus poliophylla
- Crataegus pomasae
- Crataegus poplavskae
- Crataegus porrecta
- Crataegus praestans
- Crataegus pringlei
- Crataegus prona
- Crataegus pruinosa
- Crataegus pseudazarolus
- Crataegus pseudoheterophylla
- Crataegus pseudosanguinea
- Crataegus puberis
- Crataegus pulcherrima
- Crataegus punctata
- Crataegus purpurella
- Crataegus putata
- Crataegus pycnoloba
- Crataegus quaesita
- Crataegus ravida
- Crataegus remotilobata
- Crataegus resima
- Crataegus reverchonii
- Crataegus rhipidophylla
- Crataegus rhodella
- Crataegus rigens
- Crataegus rivularis
- Crataegus rivuloadamensis
- Crataegus rivulopugnensis
- Crataegus rosei
- Crataegus rubens
- Crataegus rubribracteolata
- Crataegus rufula
- Crataegus sakranensis
- Crataegus saligna
- Crataegus sanguinea
- Crataegus sargentii
- Crataegus scabrida
- Crataegus scabrifolia
- Crataegus schuettei
- Crataegus serratissima
- Crataegus shaferi
- Crataegus shandongensis
- Crataegus sheila-phippsiae
- Crataegus shensiensis
- Crataegus shuswapensis
- Crataegus silicensis
- Crataegus simulata
- Crataegus sinaica
- Crataegus songarica
- Crataegus sororia
- Crataegus spathulata
- Crataegus spatiosa
- Crataegus spes-aestatum
- Crataegus sphaenophylla
- Crataegus spissa
- Crataegus stenosepala
- Crataegus submollis
- Crataegus suborbiculata
- Crataegus subserrata
- Crataegus succulenta
- Crataegus suksdorfii
- Crataegus sulfurea
- Crataegus sutherlandensis
- Crataegus talyschensis
- Crataegus tanacetifolia
- Crataegus tanuphylla
- Crataegus theodori
- Crataegus thermopegaea
- Crataegus tianschanica
- Crataegus tinctoria
- Crataegus tkatschenkoi
- Crataegus tracyi
- Crataegus triflora
- Crataegus tristis
- Crataegus turcicus
- Crataegus turnerorum
- Crataegus ulotricha
- Crataegus uniflora
- Crataegus ursopedensis
- Crataegus uvaldensis
- Crataegus vailiae
- Crataegus valida
- Crataegus warneri
- Crataegus websteri
- Crataegus venusta
- Crataegus versuta
- Crataegus whittakeri
- Crataegus williamsii
- Crataegus wilsonii
- Crataegus viridis
- Crataegus wootoniana
- Crataegus vulsa
- Crataegus xanthophylla
- Crataegus yaltirikii
- Crataegus yosgatica
- Crataegus zagrica
- Crataegus zarrei

## Bildgalleri

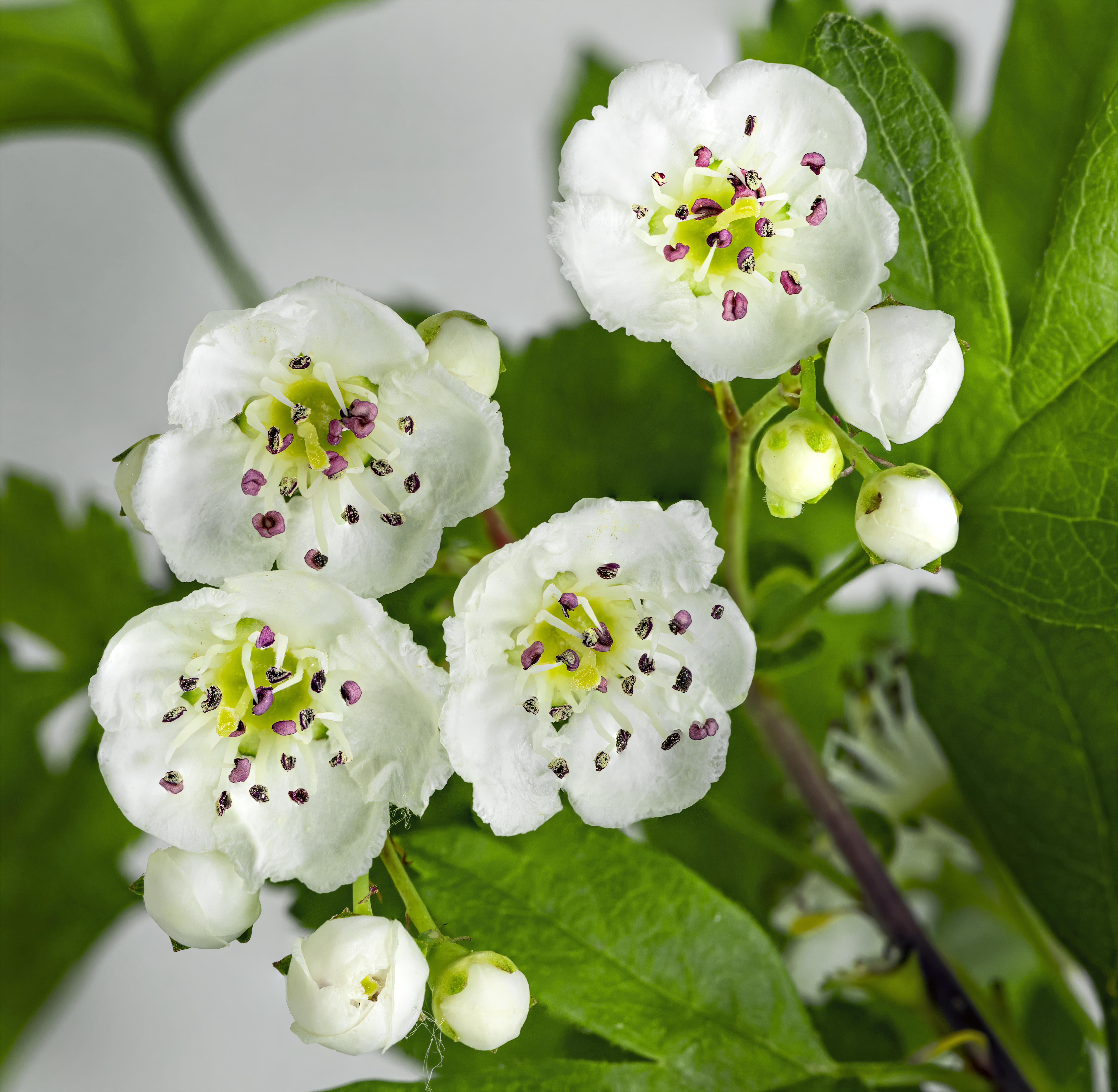
Trubbhagtorn
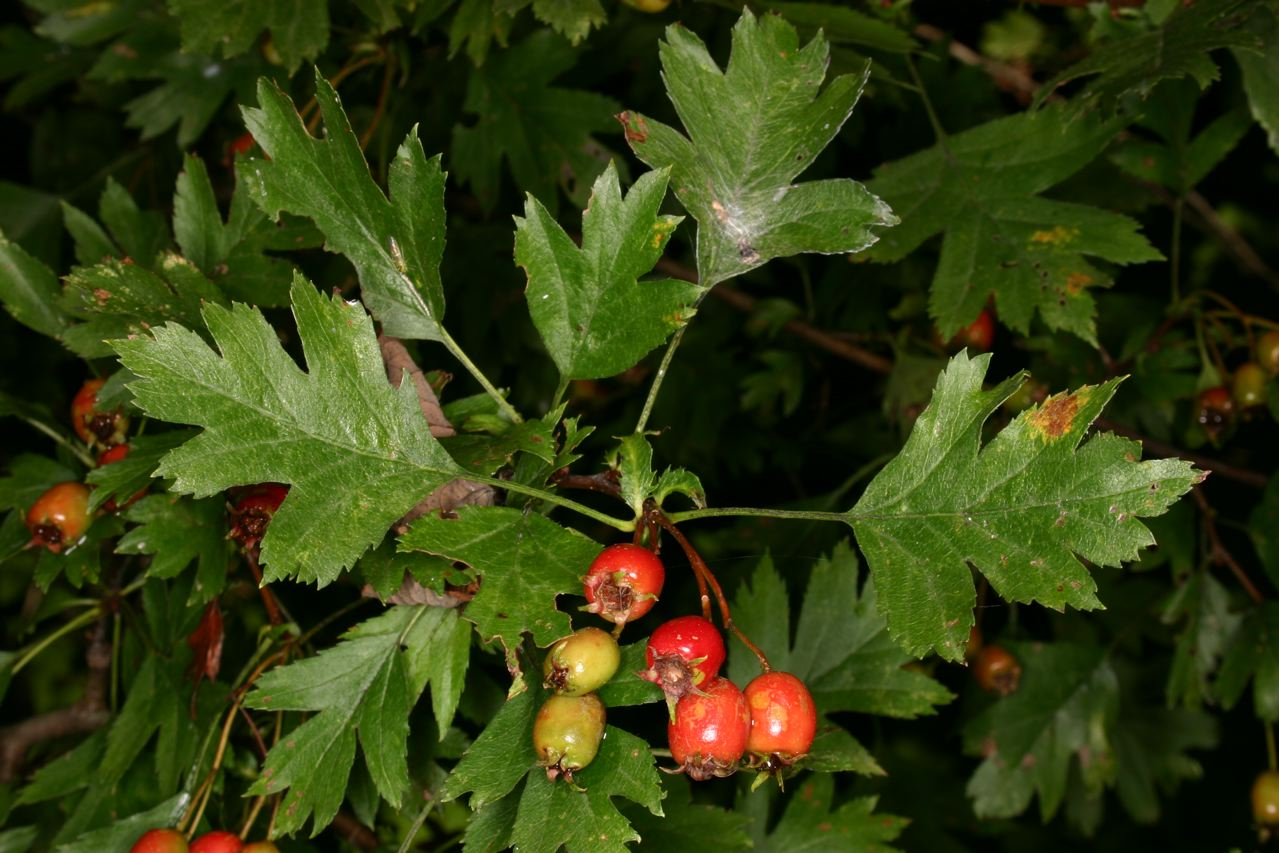
Spetshagtorn
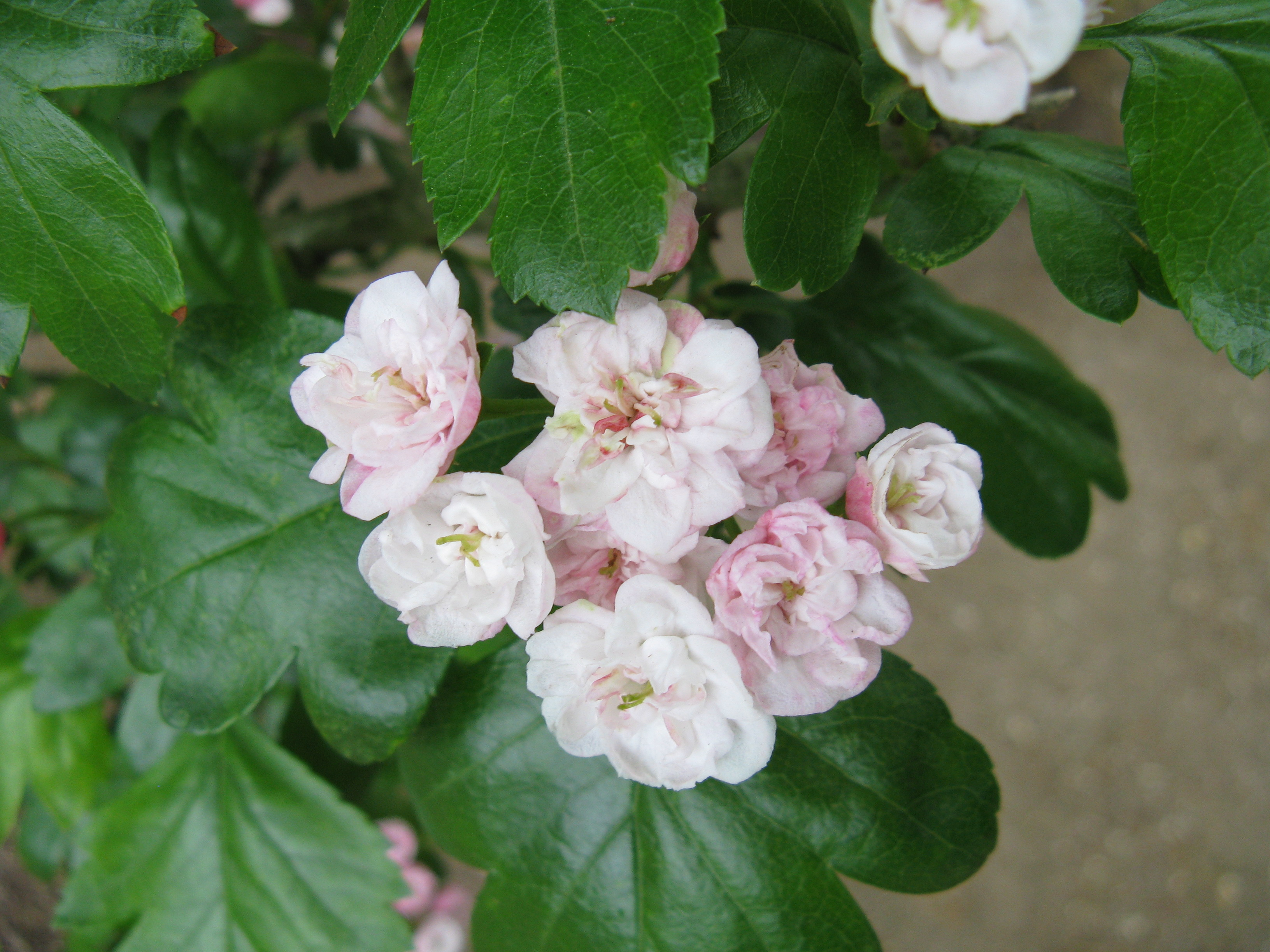
Rundhagtorn